# 渡辺仁治
渡辺 仁治（わたなべ としはる、1924年6月6日 - 2009年4月7日）は、日本の陸水学者。元奈良女子大学教授。日本珪藻学会名誉会長。

## 来歴
旧制京都府立第三中学校（現・京都府立福知山高等学校）を経て、1948年3月に金沢高等師範学校生物科を卒業する。1949年3月からは奈良女子高等師範学校文部教官、1952年3月から奈良女子大学付属高校・中学校教諭となり、1965年3月まで務める。
一方、研究活動では1953年1月より京都大学理学部大津臨湖実験所の院外研究者となる（1963年3月まで）。この間、1961年7月に京都大学より理学博士号を取得した。
1965年4月より奈良女子大学理学部助手となる。その後、1972年2月に同大学助教授、同年3月に金沢大学教養部教授。1975年4月に奈良女子大学理学部教授。1988年4月より、関西外国語大学国際言語学部教授を務め、2001年3月に退職した。
日本珪藻学会会長、瀬戸内海研究会議学術顧問、理事。新宮川、紀ノ川、大和川汚濁防止連絡協議会専門委員、環境庁瀬戸内海環境保全審議会委員、水圏生態研究会会長、顧問、奈良県環境審議会会長、奈良市環境審議会会長を歴任した。日本珪藻学会誌『Diatom』の初代編集長である。
没後、正五位に叙される。

## 受賞等
- 紺綬褒章 - 1952年[1]
- 奈良市功労者表彰 - 1996年[1]
- 地域環境保全功労者表彰（環境省） - 2001年[1]
- 瑞宝中綬章 - 2009年